# تپه سلیمان‌آباد
تپه سلیمان‌آباد مربوط به عصر مس و سنگ - دوره اشکانیان - دوره ساسانیان است و در شهرستان دالاهو، بخش مرکزی، دهستان حومه کرند، ضلع غربی روستای سلیمان‌آباد واقع شده و این اثر در تاریخ ۶ اسفند ۱۳۸۵ با شمارهٔ ثبت ۱۷۵۷۳ به‌عنوان یکی از آثار ملی ایران به ثبت رسیده است.